# Orpheus Chamber Orchestra
L'Orpheus Chamber Orchestra est un orchestre de chambre américain basé à New York.

## Histoire
Orchestre de chambre de renommée mondiale fondé en 1972 par le violoncelliste Julian Fifer, sa particularité est le partage du travail de direction, les musiciens décidant ensemble du jeu pour chaque pièce. Ils répètent et se produisent sans chef d'orchestre.

## Discographie
L'orchestre a une discographie considérable, avec environ soixante-dix enregistrements des œuvres de Georg Friedrich Haendel, Arcangelo Corelli et Antonio Vivaldi, les symphonies de Joseph Haydn et Wolfgang Amadeus Mozart ainsi que les œuvres pour vents de ce dernier.
L'orchestre a aussi enregistré des œuvres romantiques d'Antonín Dvořák, Edvard Grieg et Piotr Ilitch Tchaïkovski, ainsi que du répertoire du XXe siècle avec Béla Bartók, Sergueï Prokofiev, Gabriel Fauré, Maurice Ravel, Arnold Schönberg, Charles Ives, Aaron Copland et Igor Stravinsky.